# 1978 en Bretagne
 Chronologie de la Bretagne
- 1974
- 1975
- 1976
- 1977
- 1978
- 1979
- 1980
- 1981
- 1982

Cette page recense des événements qui se sont produits durant l'année 1978 en Bretagne.

## Société

### Catastrophes
- 16 mars : le naufrage de l'Amoco Cadiz en face de Portsall à la pointe Finistère déverse 227 000 tonnes de pétrole brut en mer et provoque une importante marée noire[1].

### Naissance
- 20 avril à Brest : Virginie Auffret,  golfeuse française.

### Décès
- 28 août à Carantec : André Colin, homme politique français, né à Brest le 19 janvier 1910[2]. Membre du Mouvement républicain populaire, il a été membre de plusieurs gouvernements de 1946 à 1958, député puis sénateur du Finistère, président du conseil général du Finistère et du conseil régional de Bretagne.

## Politique

### Vie politique
- Raymond Marcellin est élu président du conseil régional de Bretagne.

## Culture

### Musique
La boutique Keltia Musique ouvre à Quimper et devient un distributeur de musique celtique important.